# Eleven Angels FC
Der Eleven Angels Football Club ist ein botswanischer Fußballverein aus der Stadt Francistown. Aktuell spielt der Verein in der zweiten Liga des Landes, der Botswana First Division.

## Geschichte
Der Verein wurde 2010 von Seemo Mpatane gegründet. 2013 wurde der Verein offiziell beim botswanischen Fußballverband registriert. Der Verein startet in der dritten Liga. Nach Ende der Spielzeit 2017/18 stieg man in die zweite Liga auf. Hier trat der Verein in der Region North an. 2022 stieg der Verein in die erste Liga auf.

## Erfolge
- Botswana First Division (North): 2021/22 (2. Platz)  ▲

## Stadion
Seine Heimspiele trägt der Verein im Old Francistown Stadium in Francistown aus. Das Stadion hat ein Fassungsvermögen von 4000 Personen.